# Избуха
Избуха — река в России, протекает в Саратовской области. Устье реки находится в 14 км по правому берегу реки Баланда. Длина реки составляет 28 км, площадь водосборного бассейна 256 км².
На правом берегу находится небольшой сезонный водоток, протекающий по оврагу Грачёв.

## Данные водного реестра
По данным государственного водного реестра России относится к Донскому бассейновому округу, водохозяйственный участок реки — Медведица от истока до впадения реки Терса, речной подбассейн реки — Дон между впадением Хопра и Северского Донца. Речной бассейн реки — Дон (российская часть бассейна).
Код объекта в государственном водном реестре — 05010300112107000008368.